# Abbazia di Santa Trinita in Alpe
L'abbazia di Santa Trinita in Alpe è un edificio sacro che si trova nella località omonima, nei dintorni di Talla.

## Storia e descrizione
L'abbazia, detta anche di Fonte Benedetta, fu il primo monastero benedettino del Casentino, fondato fra il 983 e il 996 da due eremiti tedeschi, Pietro ed Eriprando, probabilmente su una strada di transito di origine romana che collegava il Valdarno al Casentino. Il cenobio ebbe già nell'XI secolo e poi nel successivo un grande sviluppo, che durò fino a tutto il XIV secolo, che lo portò ad incrementare il patrimonio materiale e ad avere giurisdizione su molte chiese e su castelli del Casentino e soprattutto del Valdarno. Nel 1193 è attestata la presenza di un ospedale di proprietà dell'abbazia a Pratovalle. Nel XV secolo il monastero entrò in una fase di decadenza e già nel 1425 fu affidato ai monaci vallombrosani che non riuscirono comunque ad arrestarne il declino e il graduale abbandono. Alla fine del XVII secolo l'Abbazia risultava già compromessa in più parti. Ormai abbandonata, nel periodo napoleonico l'Abbazia passò ai Marchesi Corsi di Firenze e dal 1811 ai Cassi di Capraia che non si occuparono del mantenimento degli immobili, così che all'inizio del Novecento l'Abbazia era ormai un rudere. Nel 1968 si intraprese un restauro di ciò che rimaneva, concluso nel 1974, che ha restituito leggibilità ai resti architettonici ed ha permesso la fruibilità dell'area.
L'Abbazia consiste attualmente in un suggestivo insieme di ruderi in mezzo al bosco. La chiesa, mancante ormai di copertura, è a croce latina, divisa in tre navate come fanno comprendere le basi tronconiche nella parte longitudinale. Il transetto conserva nella parte sinistra la copertura con volta a botte. Un particolare motivo di interesse, per la sua rarità, è la transenna in pietra arenaria che divideva la chiesa a metà della lunghezza della navata creando un recinto presbiteriale riservato ai monaci. La grande abside semicircolare è stata in parte ripristinata durante i restauri ed è aperta da una bifora. Sotto il presbiterio è visibile un piccolo ambiente con due colonne, parte di una cripta. Accanto alla chiesa, i resti del convento. Un edificio relativamente integro contiene stalle al piano terreno e una cucina con caminetto al piano superiore.